# Спіраль туману (фільм, 1977)
«Спіраль туману» (італ. Una spirale di nebbia) ― італо-французький психологічний трилер 1977 року за мотивами роману Мішеля Пріско режисера Еріпрандо Вісконті.

## Сюжет
Події відбуваються в італійській провінції Ломбардія. Під час полювання Фабріціо (Марк Порель) вбиває свою дружину Валерію (Кароль Шові) з рушниці. Очевидців немає. Марія-Тереза (Клод Жад), двоюрідна сестра Фабріціо, залишається впевненою в невинності брата. Єдиний спосіб придушити скандал, залучити Марчелло (Дуілій Дель Прете), адвоката та чоловіка Марії-Терези, щоб той вплинув на судовий процес. Суддя Ренато Маріноні починає своє розслідування. Він з'ясовує те, що: Валерія намагалася з'єднати свою подругу Марію-Терезу з красивим і сексуально активним адвокатом Чезаре Молтені (Роберто Посс). Але Марія Тереза в останній момент відмовилася спати разом у будинку Фабріціо. Обидва шлюби Марії Терези та її двоюрідного брата Фабріціо були нещасними. Марія-Тереза опинилася у важкій ситуації: одружена з Марчелло, гарним сорокарічним чоловіком, проте імпотентом, незважаючи на проведену терапію, вона щойно дізналася, що її чоловік готується до народження дитини від покоївки Арміди, яку зачав водій Марії-Терези Альфредо. Марія-Терезія вирішує діяти за власною волею…

## В ролях
- Марк Порель: Фабріціо Сангермано
- Клод Жад: Марія-Тереза Сангермано-Теста
- Кароль Шове: Валерія Сангермано
- Дуіліо Дель Прете: Марчелло Теста
- Стефано Сатта Флорес: суддя Ренато Мореноні
- Флавіо Буччі: Вітторіо, лікар
- Мартін Брощар: Лавінія, медсестра
- Елеонора Джорджі: Лідія, дівчина судді
- Роберто Поссе: Чезаре Молтені
- Марина Берті: Констанца Сангермано
- Коррадо Гайпа: Пьєтро Сангермано
- Анна Бонайуто: Арміда, служанка Марії-Терези
- Флавіо Андреіні: Альфредо, водій Марії-Терези
- Вікторія Зінні: гувернантка в Фабріціо